# Puchar Czech w piłce siatkowej mężczyzn (2020/2021)
Puchar Czech w piłce siatkowej mężczyzn 2020/2021 – 29. sezon rozgrywek o siatkarski Puchar Czech zorganizowany przez Czeski Związek Piłki Siatkowej (Český volejbalový svaz, ČVS). Zainaugurowany został 26 września 2020 roku. W rozgrywkach brały udział kluby z extraligi, 1. ligi i 2. ligi.
Rozgrywki składały się z 1. rundy, 2. rundy, 1/8 finału oraz turnieju finałowego, w ramach którego rozegrano ćwierćfinały, półfinały oraz finał. Ze względu na restrykcje związane z pandemią COVID-19 mecze 2. rundy zostały odwołane, a udział w rozgrywkach kontynuowały wyłącznie drużyny z extraligi.
Turniej finałowy odbył się w dniach 20-22 lutego 2021 roku w hali sportowej (hala míčových sportů) w Karlowych Warach. Puchar Czech po raz dziesiąty zdobył VK Dukla Liberec. W finale pokonał VK ČEZ Karlovarsko.

## System rozgrywek
Rozgrywki o Puchar Czech w sezonie 2020/2021 składają się z: 1. rundy, 2. rundy, 1/8 finału, ćwierćfinałów, półfinału i finału.
W 1. rundzie uczestniczą zespoły grające w 1. lidze i 2. lidze. Drużyny podzielone zostają na sześć grup, biorąc pod uwagę położenie geograficzne. W poszczególnych grupach zespoły rozgrywają między sobą po jednym spotkaniu. Zwycięzcy poszczególnych grup uzyskują awans do 2. rundy.
W 2. rundzie uczestniczą drużyny, które awansowały z poszczególnych grup 1. rundy oraz drużyny z extraligi (z wyjątkiem półfinalistów Pucharu Czech w sezonie 2019/2020, którzy rozgrywki rozpoczynają od ćwierćfinałów). W drodze losowania powstają pary meczowe – do drużyn, które awansowały z 1. rundy, dolosowywane są zespoły z extraligi. Dwie drużyny z extraligi uzyskują wolny los. O awansie decyduje jeden mecz. Gospodarzem spotkania jest zespół grający w niższej lidze.
W 1/8 finału grają zwycięzcy meczów 2. rundy. Tworzą one pary zgodnie z drabinką turniejową powstałą na podstawie losowania. Drużyny w poszczególnych parach rozgrywają dwumecz. O awansie decyduje większa liczba zdobytych punktów. Za zwycięstwo 3:0 lub 3:1 drużyna otrzymuje 3 punkty, za zwycięstwo 3:2 – 2 punkty, za porażkę 2:3 – 1 punkt, natomiast za porażkę 1:3 lub 0:3 – 0 punktów. Jeżeli po rozegraniu dwumeczu obie drużyny zdobyły taką samą liczbę punktów, o awansie decyduje tzw. złoty set grany do 15 punktów z dwoma punktami przewagi jednej z drużyn.
Ćwierćfinały, półfinały i finał grane są na neutralnym terenie w formie turnieju finałowego. W ćwierćfinałach na podstawie drabinki turniejowej drużyny, które awansowały z 1/8 finału, tworzą pary z półfinalistami Pucharu Czech w sezonie 2019/2020. O awansie do półfinału decyduje jedno spotkanie. Zwycięzcy półfinałów rozgrywają spotkanie finałowe o Puchar Czech. Nie jest grany mecz o 3. miejsce.

## Drużyny uczestniczące
| UNIQA extraliga (12 drużyn)   | UNIQA extraliga (12 drużyn) |
| ----------------------------- | --------------------------- |
| Aero Odolena Voda             | 1/8 finału                  |
| Black Volley Beskydy          | ćwierćfinał                 |
| Kladno volejbal.cz            | ćwierćfinał                 |
| SKV Ústí nad Labem            | półfinał                    |
| VK ČEZ Karlovarsko            | finał                       |
| VK Dukla Liberec              | zwycięstwo                  |
| VK Euro Sitex Příbram         | 1/8 finału                  |
| VK Jihostroj České Budějovice | półfinał                    |
| VK Lvi Praha                  | ćwierćfinał                 |
| VK Ostrava                    | 1/8 finału                  |
| Volejbal Brno                 | ćwierćfinał                 |
| VSC Fatra Zlín                | 1/8 finału                  |

| 1. liga (9 drużyn)           | 1. liga (9 drużyn) |
| ---------------------------- | ------------------ |
| TJ ČZU Praha                 | 2. runda           |
| TJ Sokol Bučovice            | 2. runda           |
| TJ Sokol Dobřichovice        | 1. runda           |
| TJ Spartak Velké Meziříčí    | 1. runda           |
| USK Slavia Plzeň             | 1. runda           |
| VK Benátky nad Jizerou       | 2. runda           |
| VK EGE České Budějovice      | 2. runda           |
| VK Lvi Praha B               | 2. runda           |
| Volejbal Ostrava - Slávie OU | 2. runda           |

| 2. liga (13 drużyn)       | 2. liga (13 drużyn) |
| ------------------------- | ------------------- |
| Blue Volley Ostrava       | 1. runda            |
| SK Kojetín 2016           | 1. runda            |
| SKP Kometa Brno           | 1. runda            |
| SVK Nový Jičín            | 1. runda            |
| TJ Holubice               | 1. runda            |
| TJ Lignum Morávka         | 1. runda            |
| TJ Sokol Benešov u Prahy  | 1. runda            |
| TJ Sokol Brno - Jih       | 1. runda            |
| TJ Sokol Letovice         | 1. runda            |
| TJ Sokol Šlapanice u Brna | 1. runda            |
| VK Choceň                 | 1. runda            |
| Volejbal Domažlice        | 1. runda            |
| VS Drásov                 | 1. runda            |

## Rozgrywki

### 1. runda

#### Grupa A
Tabela
| Lp. | Drużyna                 | Pkt | Mecze | Mecze   | Mecze   | Sety | Sety | Sety  | Małe punkty | Małe punkty | Małe punkty |
| Lp. | Drużyna                 | Pkt | M     | W (3:2) | P (2:3) | wyg. | prz. | ratio | zdob.       | str.        | ratio       |
| --- | ----------------------- | --- | ----- | ------- | ------- | ---- | ---- | ----- | ----------- | ----------- | ----------- |
| 1   | VK EGE České Budějovice | 7   | 3     | 2 (0)   | 1 (1)   | 8    | 5    | 1.600 | 293         | 273         | 1.073       |
| 2   | TJ Sokol Dobřichovice   | 6   | 3     | 2 (0)   | 1 (0)   | 7    | 4    | 1.750 | 259         | 234         | 1.107       |
| 3   | USK Slavia Plzeň        | 4   | 3     | 2 (2)   | 1 (0)   | 6    | 7    | 0.857 | 264         | 278         | 0.950       |
| 4   | Volejbal Domažlice      | 1   | 3     | 0 (0)   | 3 (1)   | 4    | 9    | 0.444 | 274         | 305         | 0.898       |

Źródło: ČVS (cz.)
Punktacja: 3:0 i 3:1 – 3 pkt; 3:2 – 2 pkt; 2:3 – 1 pkt; 1:3 i 0:3 – 0 pkt
Zasady ustalania kolejności: 1. liczba punktów; 2. liczba zwycięstw; 3. stosunek setów; 4. stosunek małych punktów; 5. bilans w bezpośrednich meczach
Wyniki spotkań
| 26.09.2020 11:00 (UTC+2) | VK EGE České Budějovice | 3:1 (25:23, 23:25, 25:12, 25:19) | Volejbal Domažlice | Hala základní školy O. Nedbala, Czeskie Budziejowice |

| 26.09.2020 11:00 (UTC+2) | USK Slavia Plzeň | 0:3 (11:25, 18:25, 18:25) | TJ Sokol Dobřichovice | Hala základní školy O. Nedbala, Czeskie Budziejowice |

| 26.09.2020 14:30 (UTC+2) | Volejbal Domažlice | 1:3 (20:25, 22:25, 25:23, 21:25) | TJ Sokol Dobřichovice | Hala základní školy O. Nedbala, Czeskie Budziejowice |

| 26.09.2020 14:30 (UTC+2) | VK EGE České Budějovice | 2:3 (13:25, 25:20, 25:23, 20:25, 13:15) | USK Slavia Plzeň | Hala základní školy O. Nedbala, Czeskie Budziejowice |

| 26.09.2020 17:30 (UTC+2) | USK Slavia Plzeň | 3:2 (23:25, 21:25, 25:23, 25:23, 15:11) | Volejbal Domažlice | Hala základní školy O. Nedbala, Czeskie Budziejowice |

| 26.09.2020 17:30 (UTC+2) | TJ Sokol Dobřichovice | 1:3 (25:23, 21:25, 16:25, 24:26) | VK EGE České Budějovice | Hala základní školy O. Nedbala, Czeskie Budziejowice |

#### Grupa B
Tabela
| Lp. | Drużyna                  | Pkt | Mecze | Mecze   | Mecze   | Sety | Sety | Sety  | Małe punkty | Małe punkty | Małe punkty |
| Lp. | Drużyna                  | Pkt | M     | W (3:2) | P (2:3) | wyg. | prz. | ratio | zdob.       | str.        | ratio       |
| --- | ------------------------ | --- | ----- | ------- | ------- | ---- | ---- | ----- | ----------- | ----------- | ----------- |
| 1   | VK Benátky nad Jizerou   | 9   | 3     | 3 (0)   | 0 (0)   | 9    | 0    | MAX   | 226         | 155         | 1.458       |
| 2   | TJ Sokol Letovice        | 6   | 3     | 2 (0)   | 1 (0)   | 6    | 4    | 1.500 | 222         | 219         | 1.014       |
| 3   | VK Choceň                | 3   | 3     | 1 (0)   | 2 (0)   | 4    | 6    | 0.667 | 228         | 236         | 0.966       |
| 4   | TJ Sokol Benešov u Prahy | 0   | 3     | 0 (0)   | 3 (0)   | 0    | 9    | 0.000 | 159         | 225         | 0.707       |

Źródło: ČVS (cz.)
Punktacja: 3:0 i 3:1 – 3 pkt; 3:2 – 2 pkt; 2:3 – 1 pkt; 1:3 i 0:3 – 0 pkt
Zasady ustalania kolejności: 1. liczba punktów; 2. liczba zwycięstw; 3. stosunek setów; 4. stosunek małych punktów; 5. bilans w bezpośrednich meczach
Wyniki spotkań
| 26.09.2020 10:00 (UTC+2) | VK Choceň | 1:3 (24:26, 21:25, 25:22, 21:25) | TJ Sokol Letovice | Hala Pod sakem, Choceň |

| 26.09.2020 12:00 (UTC+2) | TJ Sokol Benešov u Prahy | 0:3 (10:25, 17:25, 17:25) | VK Benátky nad Jizerou | Hala Pod sakem, Choceň |

| 26.09.2020 15:30 (UTC+2) | TJ Sokol Letovice | 0:3 (17:25, 13:25, 19:25) | VK Benátky nad Jizerou | Hala Pod sakem, Choceň |

| 26.09.2020 17:30 (UTC+2) | VK Choceň | 3:0 (25:19, 25:21, 25:22) | TJ Sokol Benešov u Prahy | Hala Pod sakem, Choceň |

| 27.09.2020 10:00 (UTC+2) | TJ Sokol Benešov u Prahy | 0:3 (19:25, 19:25, 15:25) | TJ Sokol Letovice | Hala Pod sakem, Choceň |

| 27.09.2020 12:00 (UTC+2) | VK Benátky nad Jizerou | 3:0 (26:24, 25:18, 25:20) | VK Choceň | Hala Pod sakem, Choceň |

#### Grupa C
Tabela
| Lp. | Drużyna             | Pkt | Mecze | Mecze   | Mecze   | Sety | Sety | Sety  | Małe punkty | Małe punkty | Małe punkty |
| Lp. | Drużyna             | Pkt | M     | W (3:2) | P (2:3) | wyg. | prz. | ratio | zdob.       | str.        | ratio       |
| --- | ------------------- | --- | ----- | ------- | ------- | ---- | ---- | ----- | ----------- | ----------- | ----------- |
| 1   | VK Lvi Praha B      | 5   | 2     | 2 (1)   | 0 (0)   | 6    | 2    | 3.000 | 179         | 153         | 1.170       |
| 2   | VS Drásov           | 4   | 2     | 1 (0)   | 1 (1)   | 5    | 4    | 1.250 | 190         | 191         | 0.995       |
| 3   | TJ Sokol Brno - Jih | 0   | 2     | 0 (0)   | 2 (0)   | 1    | 6    | 0.167 | 144         | 169         | 0.852       |

Źródło: ČVS (cz.)
Punktacja: 3:0 i 3:1 – 3 pkt; 3:2 – 2 pkt; 2:3 – 1 pkt; 1:3 i 0:3 – 0 pkt
Zasady ustalania kolejności: 1. liczba punktów; 2. liczba zwycięstw; 3. stosunek setów; 4. stosunek małych punktów; 5. bilans w bezpośrednich meczach
Wyniki spotkań
| 26.09.2020 10:00 (UTC+2) | VS Drásov | 3:1 (25:22, 25:20, 19:25, 25:20) | TJ Sokol Brno - Jih | Hala u ZŠ TGM Drásov, Drásov |

| 26.09.2020 13:30 (UTC+2) | TJ Sokol Brno - Jih | 0:3 (21:25, 16:25, 20:25) | VK Lvi Praha B | Hala u ZŠ TGM Drásov, Drásov |

| 26.09.2020 17:00 (UTC+2) | VS Drásov | 2:3 (15:25, 25:19, 24:26, 25:19, 7:15) | VK Lvi Praha B | Hala u ZŠ TGM Drásov, Drásov |

#### Grupa D
Tabela
| Lp. | Drużyna         | Pkt | Mecze | Mecze   | Mecze   | Sety | Sety | Sety  | Małe punkty | Małe punkty | Małe punkty |
| Lp. | Drużyna         | Pkt | M     | W (3:2) | P (2:3) | wyg. | prz. | ratio | zdob.       | str.        | ratio       |
| --- | --------------- | --- | ----- | ------- | ------- | ---- | ---- | ----- | ----------- | ----------- | ----------- |
| 1   | TJ ČZU Praha    | 5   | 2     | 2 (1)   | 0 (0)   | 6    | 3    | 2.000 | 205         | 178         | 1.152       |
| 2   | TJ Holubice     | 4   | 2     | 1 (0)   | 1 (1)   | 5    | 4    | 1.250 | 192         | 192         | 1.000       |
| 3   | SKP Kometa Brno | 0   | 2     | 0 (0)   | 2 (0)   | 2    | 6    | 0.333 | 162         | 189         | 0.857       |

Źródło: ČVS (cz.)
Punktacja: 3:0 i 3:1 – 3 pkt; 3:2 – 2 pkt; 2:3 – 1 pkt; 1:3 i 0:3 – 0 pkt
Zasady ustalania kolejności: 1. liczba punktów; 2. liczba zwycięstw; 3. stosunek setów; 4. stosunek małych punktów; 5. bilans w bezpośrednich meczach
Wyniki spotkań
| 26.09.2020 10:00 (UTC+2) | TJ Holubice | 3:1 (25:23, 18:25, 25:20, 25:15) | SKP Kometa Brno | Sportovní hala Holubice, Holubice |

| 26.09.2020 13:30 (UTC+2) | SKP Kometa Brno | 1:3 (18:25, 25:21, 16:25, 20:25) | TJ ČZU Praha | Sportovní hala Holubice, Holubice |

| 26.09.2020 17:00 (UTC+2) | TJ Holubice | 2:3 (23:25, 22:25, 27:25, 25:19, 2:15) | TJ ČZU Praha | Sportovní hala Holubice, Holubice |

#### Grupa E
Tabela
| Lp. | Drużyna                      | Pkt | Mecze | Mecze   | Mecze   | Sety | Sety | Sety  | Małe punkty | Małe punkty | Małe punkty |
| Lp. | Drużyna                      | Pkt | M     | W (3:2) | P (2:3) | wyg. | prz. | ratio | zdob.       | str.        | ratio       |
| --- | ---------------------------- | --- | ----- | ------- | ------- | ---- | ---- | ----- | ----------- | ----------- | ----------- |
| 1   | Volejbal Ostrava - Slávie OU | 7   | 3     | 3 (2)   | 0 (0)   | 9    | 4    | 2.250 | 296         | 282         | 1.050       |
| 2   | TJ Sokol Šlapanice u Brna    | 7   | 3     | 2 (0)   | 1 (1)   | 8    | 5    | 1.600 | 291         | 277         | 1.051       |
| 3   | TJ Spartak Velké Meziříčí    | 4   | 3     | 1 (0)   | 2 (1)   | 6    | 6    | 1.000 | 266         | 256         | 1.039       |
| 4   | SK Kojetín 2016              | 0   | 3     | 0 (0)   | 3 (0)   | 1    | 9    | 0.111 | 206         | 244         | 0.844       |

Źródło: ČVS (cz.)
Punktacja: 3:0 i 3:1 – 3 pkt; 3:2 – 2 pkt; 2:3 – 1 pkt; 1:3 i 0:3 – 0 pkt
Zasady ustalania kolejności: 1. liczba punktów; 2. liczba zwycięstw; 3. stosunek setów; 4. stosunek małych punktów; 5. bilans w bezpośrednich meczach
Wyniki spotkań
| 26.09.2020 10:00 (UTC+2) | SK Kojetín 2016 | 0:3 (25:27, 27:29, 21:25) | Volejbal Ostrava - Slávie OU | Městská sportovní hala, Kojetín |

| 26.09.2020 10:00 (UTC+2) | TJ Spartak Velké Meziříčí | 1:3 (23:25, 21:25, 25:21, 20:25) | TJ Sokol Šlapanice u Brna | Městská sportovní hala, Kojetín |

| 26.09.2020 13:30 (UTC+2) | Volejbal Ostrava - Slávie OU | 1:3 (25:22, 25:21, 20:25, 21:25, 16:14) | TJ Sokol Šlapanice u Brna | Městská sportovní hala, Kojetín |

| 26.09.2020 13:30 (UTC+2) | SK Kojetín 2016 | 0:3 (15:25, 16:25, 21:25) | TJ Spartak Velké Meziříčí | Městská sportovní hala, Kojetín |

| 26.09.2020 17:00 (UTC+2) | TJ Spartak Velké Meziříčí | 2:3 (25:21, 18:25, 25:22, 21:25, 13:15) | Volejbal Ostrava - Slávie OU | Městská sportovní hala, Kojetín |

| 26.09.2020 17:00 (UTC+2) | TJ Sokol Šlapanice u Brna | 3:1 (25:20, 13:25, 25:14, 25:22) | SK Kojetín 2016 | Městská sportovní hala, Kojetín |

#### Grupa F
Tabela
| Lp. | Drużyna             | Pkt | Mecze | Mecze   | Mecze   | Sety | Sety | Sety  | Małe punkty | Małe punkty | Małe punkty |
| Lp. | Drużyna             | Pkt | M     | W (3:2) | P (2:3) | wyg. | prz. | ratio | zdob.       | str.        | ratio       |
| --- | ------------------- | --- | ----- | ------- | ------- | ---- | ---- | ----- | ----------- | ----------- | ----------- |
| 1   | TJ Sokol Bučovice   | 9   | 3     | 3 (0)   | 0 (0)   | 9    | 2    | 4.500 | 270         | 206         | 1.311       |
| 2   | SVK Nový Jičín      | 4   | 3     | 2 (2)   | 1 (0)   | 7    | 7    | 1.000 | 292         | 299         | 0.977       |
| 3   | TJ Lignum Morávka   | 3   | 3     | 1 (1)   | 2 (1)   | 5    | 8    | 0.625 | 245         | 273         | 0.897       |
| 4   | Blue Volley Ostrava | 2   | 3     | 0 (0)   | 3 (2)   | 5    | 9    | 0.556 | 283         | 312         | 0.907       |

Źródło: ČVS (cz.)
Punktacja: 3:0 i 3:1 – 3 pkt; 3:2 – 2 pkt; 2:3 – 1 pkt; 1:3 i 0:3 – 0 pkt
Zasady ustalania kolejności: 1. liczba punktów; 2. liczba zwycięstw; 3. stosunek setów; 4. stosunek małych punktów; 5. bilans w bezpośrednich meczach
Wyniki spotkań
| 28.09.2020 10:00 (UTC+2) | SVK Nový Jičín | 1:3 (18:25, 25:19, 17:25, 19:25) | TJ Sokol Bučovice | Sportovní hala ABC, Nowy Jiczyn |

| 28.09.2020 10:00 (UTC+2) | TJ Lignum Morávka | 3:2 (20:25, 25:20, 25:16, 18:25, 15:7) | Blue Volley Ostrava | Sportovní hala ABC, Nowy Jiczyn |

| 28.09.2020 13:30 (UTC+2) | TJ Sokol Bučovice | 3:1 (25:15, 23:25, 25:16, 28:26) | Blue Volley Ostrava | Sportovní hala ABC, Nowy Jiczyn |

| 28.09.2020 13:30 (UTC+2) | SVK Nový Jičín | 3:2 (25:17, 18:25, 25:17, 22:25, 15:13) | TJ Lignum Morávka | Sportovní hala ABC, Nowy Jiczyn |

| 28.09.2020 17:00 (UTC+2) | TJ Lignum Morávka | 0:3 (14:25, 20:25, 11:25) | TJ Sokol Bučovice | Sportovní hala ABC, Nowy Jiczyn |

| 28.09.2020 17:00 (UTC+2) | Blue Volley Ostrava | 2:3 (25:23, 23:25, 25:20, 22:25, 13:15) | SVK Nový Jičín | Sportovní hala ABC, Nowy Jiczyn |

### 2. runda
Ze względu na restrykcje w związku z pandemią COVID-19 wszystkie mecze 2. rundy zostały anulowane. Bezpośredni awans do 1/8 finału uzyskały drużyny grające w extralidze.
| 15.10.2020 19:00 (UTC+2) | TJ ČZU Praha | mecz anulowany | VSC Fatra Zlín |  |

| 14.10.2020 19:00 (UTC+2) | TJ Sokol Bučovice | mecz anulowany | Black Volley Beskydy |  |

| 09.10.2020 18:00 (UTC+2) | Volejbal Ostrava - Slávie OU | mecz anulowany | VK Ostrava |  |

| 15.10.2020 18:00 (UTC+2) | VK Benátky nad Jizerou | mecz anulowany | VK Euro Sitex Příbram |  |

| 15.10.2020 18:00 (UTC+2) | VK Lvi Praha B | mecz anulowany | SKV Ústí nad Labem |  |

| 14.10.2020 19:00 (UTC+2) | VK EGE České Budějovice | mecz anulowany | Aero Odolena Voda |  |

### 1/8 finału
|  | Black Volley Beskydy | 6 – 0 | VSC Fatra Zlín |  |

| 21.01.2021 16:00 (UTC+1) | VSC Fatra Zlín | 0:3 (15:25, 20:25, 16:25) | Black Volley Beskydy | Sportovní hala Datart, Zlin Sędziowie: Martin Možnár i Lukáš Spáčil |

| 26.01.2021 15:00 (UTC+1) | Black Volley Beskydy | 3:1 (20:25, 25:14, 25:22, 25:19) | VSC Fatra Zlín | Sportovní hala 6. ZŠ, Frydek-Mistek Sędziowie: Petr Horký i Jan Kubinec |

|  | Volejbal Brno | 5 – 1 | VK Ostrava |  |

| 20.01.2021 17:00 (UTC+1) | VK Ostrava | 2:3 (26:24, 19:25, 18:25, 25:17, 13:15) | Volejbal Brno | Sportovní hala Sareza, Ostrawa Sędziowie: Zdeněk Grabovský i Jiří Peloušek |

| 23.01.2021 17:30 (UTC+1) | Volejbal Brno | 3:0 (25:15, 25:23, 25:13) | VK Ostrava | Sportovní hala TJ Sokol Brno I, Brno Sędziowie: Tomáš Buchar i Petr Dušek |

|  | VK Lvi Praha | 3 – 3 | VK Euro Sitex Příbram |  |

| 03.02.2021 18:00 (UTC+1) | VK Euro Sitex Příbram | 3:1 (25:27, 25:23, 25:22, 25:16) | VK Lvi Praha | Sportovní hala Příbram, Przybram Sędziowie: Michaela Hladišová i Emil Velinov |

| 09.02.2021 16:00 (UTC+1) | VK Lvi Praha | 3:0 złoty set: 15:7 (25:15, 25:17, 25:19) | VK Euro Sitex Příbram | UNYP Arena, Praga Sędziowie: Roman Marschner i Dušan Rychlík |

|  | SKV Ústí nad Labem | 5 – 1 | Aero Odolena Voda |  |

| 02.02.2021 17:00 (UTC+1) | Aero Odolena Voda | 0:3 (24:26, 19:25, 15:25) | SKV Ústí nad Labem | Sportovní hala, Odolena Voda Sędziowie: Jaromír Kořenek i Petr Kvarda |

| 04.02.2021 17:00 (UTC+1) | SKV Ústí nad Labem | 3:2 (25:20, 22:25, 21:25, 25:23, 15:12) | Aero Odolena Voda | Sportcentrum SLUNETA, Uście nad Łabą Sędziowie: Alexander Nedbálek i Tomáš Buchar |

### Ćwierćfinały
| 20.02.2021 10:00 (UTC+1) | VK Jihostroj České Budějovice | 3:2 (13:25, 25:23, 25:17, 26:28, 15:13) | Black Volley Beskydy | Hala míčových sportů, Karlowe Wary Sędziowie: Lukáš Spáčil i Petr Dušek |

| 20.02.2021 13:00 (UTC+1) | Volejbal Brno | 0:3 (12:25, 18:25, 19:25) | VK Dukla Liberec | Hala míčových sportů, Karlowe Wary Sędziowie: Petr Dušek i Emil Velinov |

| 20.02.2021 16:00 (UTC+1) | VK ČEZ Karlovarsko | 3:0 (25:22, 25:19, 25:23) | VK Lvi Praha | Hala míčových sportů, Karlowe Wary Sędziowie: Zdeněk Grabovský i Lukáš Spáčil |

| 20.02.2021 19:00 (UTC+1) | SKV Ústí nad Labem | 3:2 (25:21, 23:25, 25:23, 20:25, 15:12) | Kladno volejbal.cz | Hala míčových sportů, Karlowe Wary Sędziowie: Petr Kvarda i Vlastimil Kovář jun. |

### Półfinały
| 21.02.2021 15:00 (UTC+1) | VK Jihostroj České Budějovice | 1:3 (23:25, 23:25, 26:24, 18:25) | VK Dukla Liberec | Hala míčových sportů, Karlowe Wary Sędziowie: Luboš Pecháček i Zdeněk Grabovský |

| 21.02.2021 18:30 (UTC+1) | VK ČEZ Karlovarsko | 3:0 (25:20, 25:18, 25:22) | SKV Ústí nad Labem | Hala míčových sportů, Karlowe Wary Sędziowie: Dušan Rychlík i Petr Kvarda |

### Finał
| 22.02.2021 17:40 (UTC+1) | VK Dukla Liberec | 3:0 (25:22, 25:18, 25:23) | VK ČEZ Karlovarsko | Hala míčových sportů, Karlowe Wary Sędziowie: Jan Krtička i René Činátl |